# Heldenstein

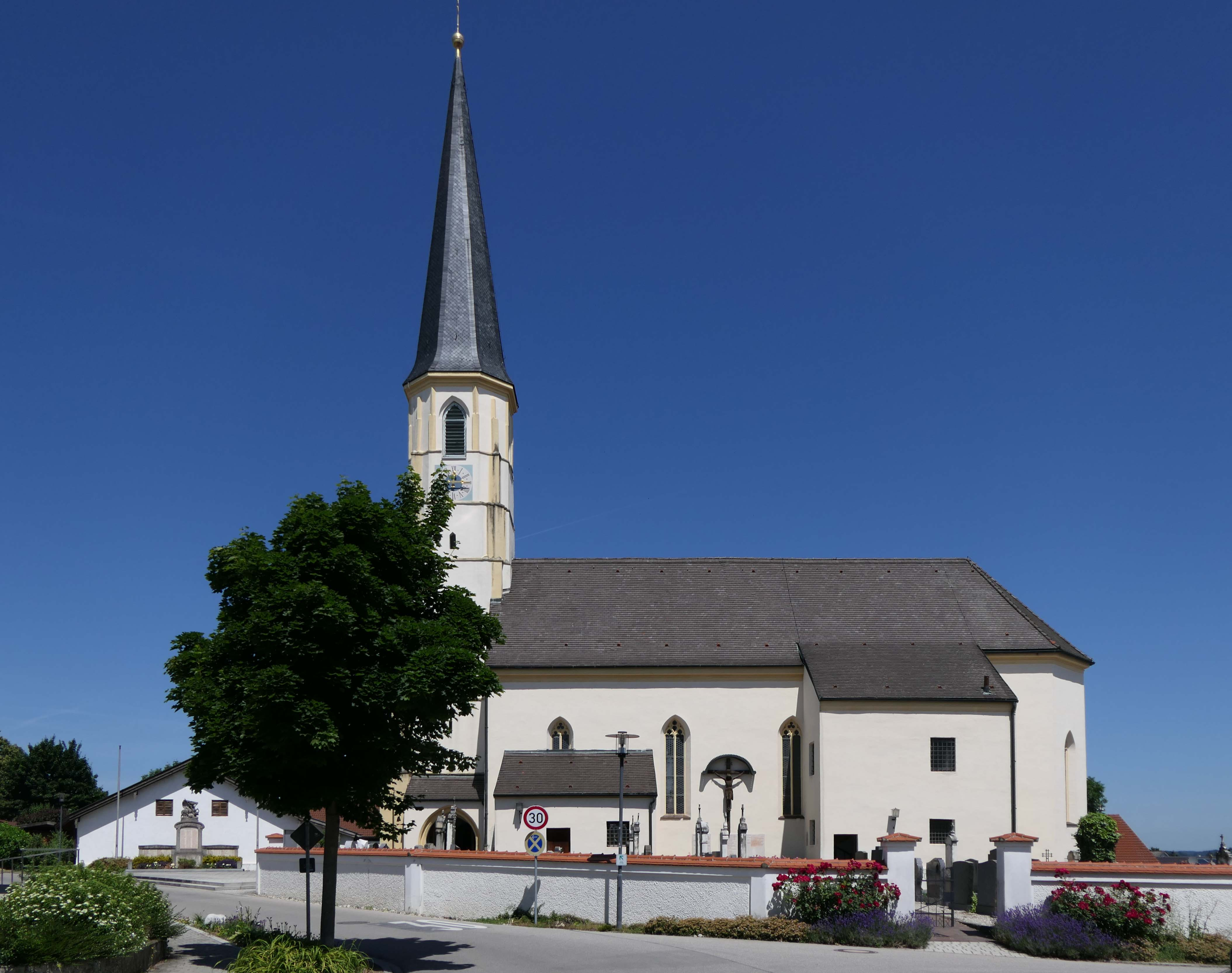
Pfarrkirche St. Rupert in Heldenstein

Heldenstein ist eine Gemeinde und ein gleichnamiges Pfarrdorf im oberbayerischen Landkreis Mühldorf am Inn sowie der Sitz der Verwaltungsgemeinschaft Heldenstein.

## Geografie

### Lage
Die Gemeinde liegt in der Region Südostoberbayern im Alpenvorland zwischen den Flüssen Isen und Inn rund 13 km westlich der Kreisstadt Mühldorf sowie 20 km östlich von Dorfen und 67 km von der Landeshauptstadt München entfernt.

### Gemeindegliederung
Es gibt 23 Gemeindeteile (in Klammern ist der Siedlungstyp angegeben):
- Attenberg (Einöde)
- Axenbach (Einöde)
- Bachham (Anstalt)
- Dillisheim (Einöde)
- Etzham (Weiler)
- Friesenham (Einöde)
- Glatzberg (Weiler)
- Goldau (Weiler)
- Haigerloh (Kirchdorf)
- Harting (Dorf)
- Heldenstein (Pfarrdorf)
- Isenmühle (Weiler)
- Kirchbrunn (Wallfahrtskirche)
- Küham (Dorf)
- Lauterbach (Kirchdorf)
- Niederheldenstein (Kirchdorf)
- Ornau (Einöde)
- Scharn (Einöde)
- Schellenberg (Einöde)
- Schmidham (Einöde)
- Söllerstadt (Weiler)
- Weidenbach (Kirchdorf)
- Ziehberg (Einöde)

Es gibt die Gemarkungen Heldenstein, Lauterbach und Weidenbach.

### Nachbargemeinden
- Waldkraiburg
- Rattenkirchen
- Obertaufkirchen
- Oberbergkirchen
- Ampfing

## Geschichte
Etwa um 1050 erscheint erstmals Heldenstein in Salzburger Urkunden. Das Gebiet gehörte zum Rentamt Landshut und zum Landgericht Neumarkt des Kurfürstentums Bayern. Mittels des Oberamtes Ampfing übte das Erzstift Salzburg bis zu seiner Aufhebung 1803 die niedere Gerichtsbarkeit über seine Untertanen in diesem Gebiet aus. Im Zuge der Verwaltungsreformen in Bayern entstand mit dem Gemeindeedikt von 1818 die Gemeinde Heldenstein.

### Ortsname
Die Ortschaft ist 1050 als Heltinstein ersturkundlich genannt. Es liegt der althochdeutsche Personenname Helto zugrunde. 1796 ist noch Heltenstein beurkundet. Die Umformung zu Held erfolgte erst um 1800.

### Abtretungen
Am 1. April 1950 trat die Gemeinde Gebietsteile an die neugebildete Gemeinde Waldkraiburg ab.

### Eingemeindungen
Am 1. Januar 1970 wurde die Gemeinde Lauterbach eingegliedert. Am 1. Mai 1978 kam Weidenbach hinzu.

### Verwaltungsgemeinschaften
Die 1978 gegründete Verwaltungsgemeinschaft Ampfing mit den Mitgliedsgemeinden Ampfing, Heldenstein, Rattenkirchen und Mettenheim wurde im Folgejahr wieder aufgelöst. Während Ampfing und Mettenheim eigene Verwaltungen als Einheitsgemeinden erhielten, bildeten die zwei weiteren Mitglieder ab 1. Januar 1980 die Verwaltungsgemeinschaft Heldenstein.

### Einwohnerentwicklung
Zwischen 1988 und 2018 wuchs die Gemeinde von 1950 auf 2629 um 679 Einwohner bzw. um 34,8 %.
- 1961: 1161 Einwohner
- 1970: 1170 Einwohner
- 1987: 1812 Einwohner
- 1991: 2175 Einwohner
- 1995: 2277 Einwohner
- 2000: 2369 Einwohner
- 2005: 2391 Einwohner
- 2010: 2402 Einwohner
- 2015: 2518 Einwohner

## Sehenswürdigkeiten

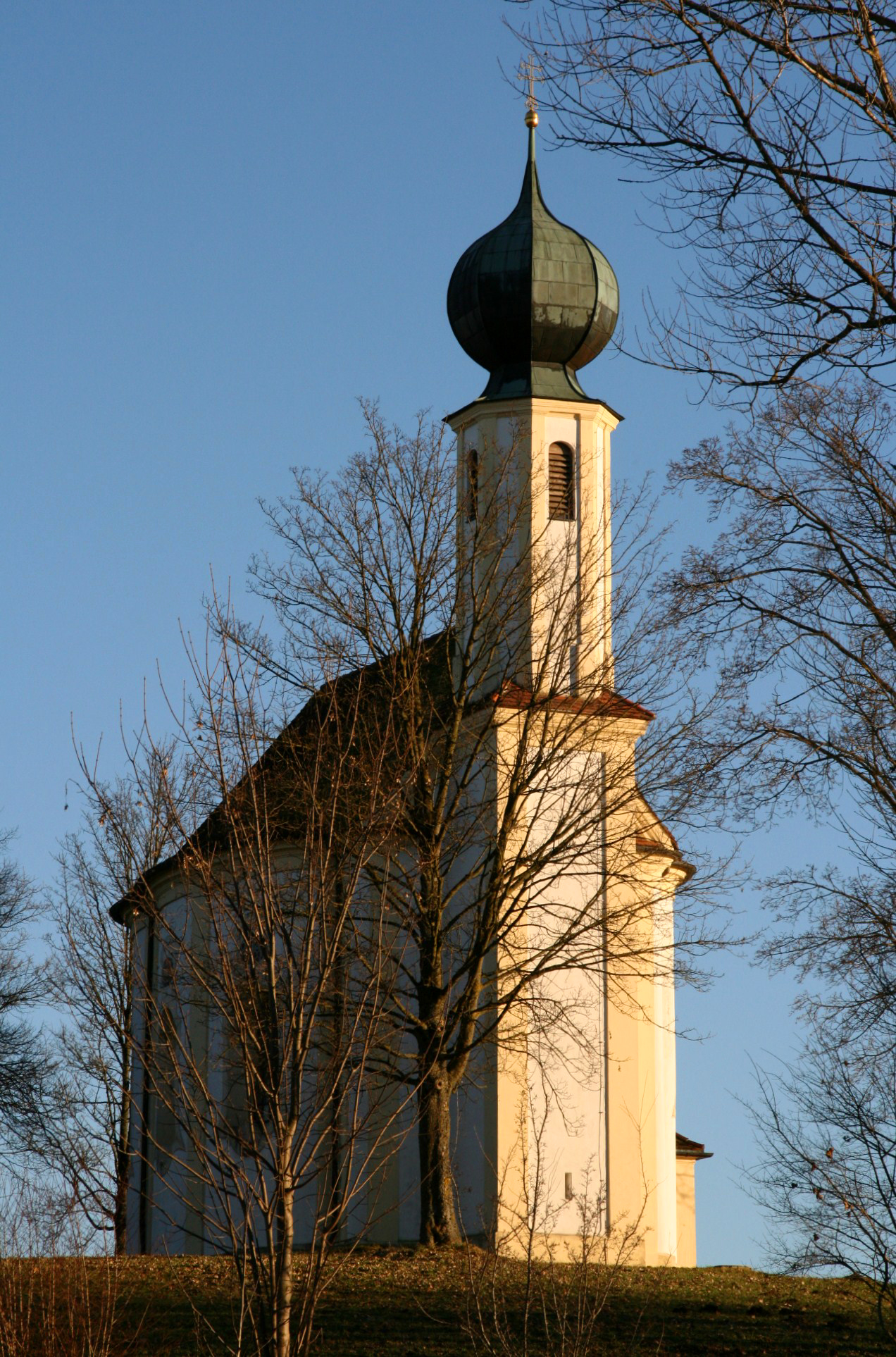
Wallfahrtskirche Maria Schnee, Heldenstein (Kirchbrunn)

Im Gemeindeteil Kirchbrunn ist die spätbarocke Wallfahrtskirche Maria Schnee sehenswert, ferner die Filialkirche St. Nikolaus in Niederheldenstein.

## Politik

### Bürgermeister
Erste Bürgermeisterin ist Antonia Hansmeier (CSU).

### Wappen
| Wappen von Heldenstein | Blasonierung: „Gespalten von Rot und Gold; vorne über zwei silbernen Wellenbalken ein gestieltes silbernes Seerosenblatt, hinten ein grüner rotbewehrter Panther.“ |
| Wappen von Heldenstein | Wappenbegründung: Die Wellenbalken sind heraldische Gewässersymbole, hier für Bach, und repräsentieren als redende Elemente die zwei früher selbstständigen Gemeinden Lauterbach und Weidenbach, die 1970 bzw. 1978 in die Gemeinde Heldenstein eingemeindet wurden. Das Seerosenblatt im vorderen Feld ist aus dem Wappen der Benediktinerabtei Seeon übernommen, das im Gemeindegebiet (Lauterbach) schon im 11. Jahrhundert begütert war und bis zur Säkularisation 1803 die Grundherrschaft über viele Anwesen ausübte. Der grüne Panther ist das Wappentier der Grafschaft Kraiburg und weist auf den starken Besitzanteil dieser Grafschaft innerhalb der heutigen Gemeinde hin. Der Panther stammt ursprünglich aus dem Siegel der 1248 ausgestorbenen pfalzgräflichen Linie der spanheimischen Grafen von Kraiburg und Ortenburg, deren Besitznachfolge 1259 die wittelsbachischen Herzöge von Niederbayern antraten; diese übernahmen auch das spanheimische Wappenbild des Panthers. Die Schildtingierung in Rot und Gold, den Farben des Erzstifts Salzburg, erinnert an die vom Hochmittelalter bis zur Säkularisation 1803 bestehenden Herrschaftsrechte des Erzstifts Salzburg und des salzburgischen Vogtgerichts Mühldorf über große Teile des heutigen Gemeindegebiets von Heldenstein. Dieses Wappen wird seit 1980 geführt. |

## Wirtschaft und Infrastruktur

### Wirtschaft einschließlich Land- und Forstwirtschaft
2020 gab es in der Gemeinde 480 sozialversicherungspflichtige Arbeitsplätze. Von der Wohnbevölkerung standen 1174 Personen in einem versicherungspflichtigen Beschäftigungsverhältnis. Damit war die Zahl der Auspendler um 694 Personen größer als die der Einpendler. 40 Einwohner waren arbeitslos.
2020 gab es 39 landwirtschaftliche Betriebe.

### Verkehr

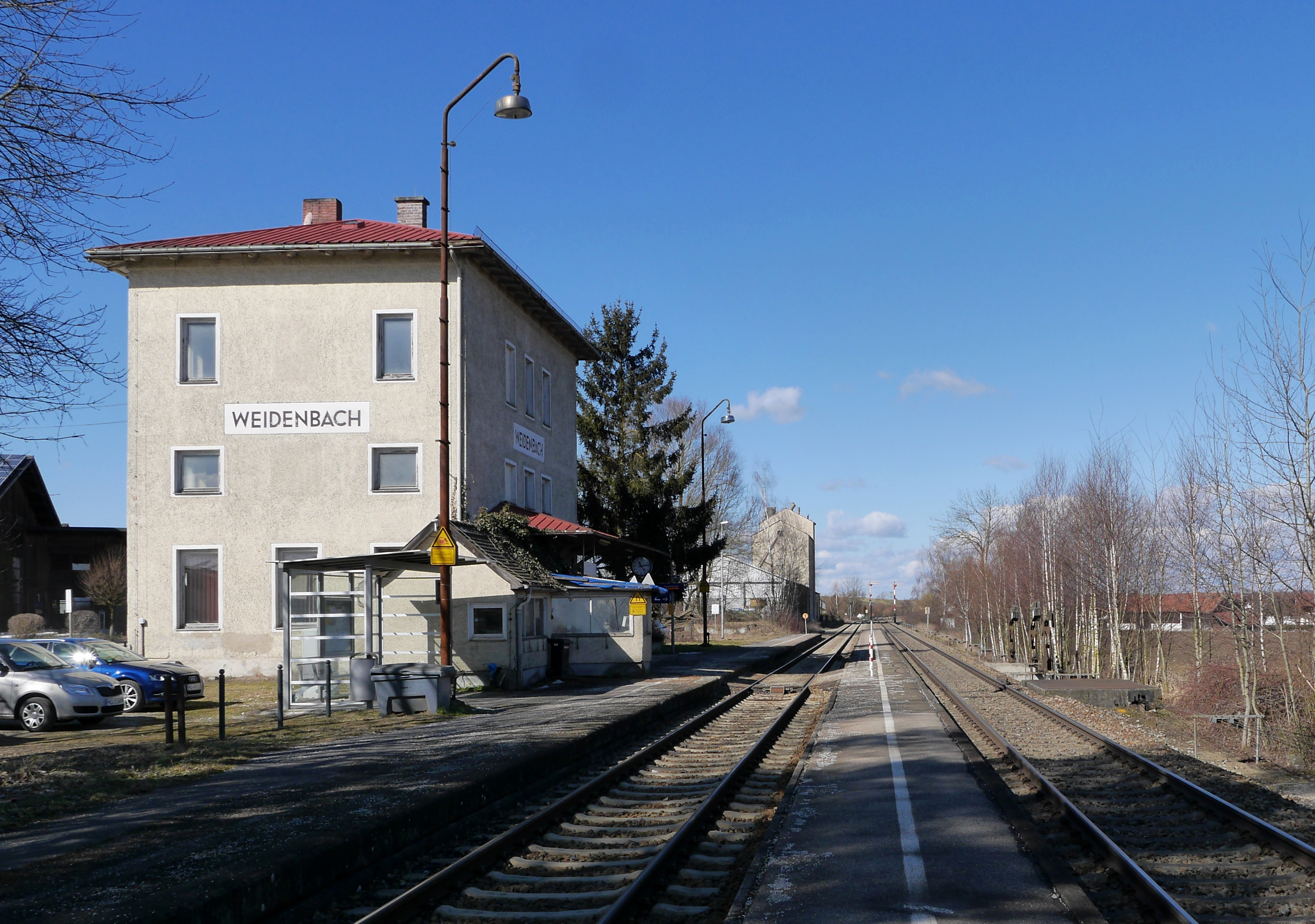
Bahnhof Weidenbach

Heldenstein liegt direkt an der Einmündung der B 12 in die am 1. Oktober 2019 freigegebene Autobahn A 94 und ist an diese über die Anschlussstelle 17 angebunden. Der Gemeindeteil Weidenbach liegt an der Bahnstrecke München–Simbach und wird von Regionalzügen der Südostbayernbahn mehrmals täglich bedient.

### Bildung
Es gibt folgende Einrichtungen (Stand: 1. März 2021):
- Zwei Kindertageseinrichtungen mit zusammen 151 Plätzen und 138 betreuten Kindern
- Eine Volksschule mit sechs Klassen und 128 Schülern

## Persönlichkeiten

### In Heldenstein geboren
- Ingrid Heckner (* 1950), Abgeordnete des Bayerischen Landtags (CSU)

### In Heldenstein gestorben
- Roy Black (1943–1991), Schlagersänger und Schauspieler